# Nataly Guíñez
Nataly Guíñez (Bulnes, 22 de noviembre de 1985) es una académica chilena, investigadora y especialista en marketing. Actualmente es docente en la Facultad de Ciencias Empresariales de la Universidad del Bío-Bío.En 2018 obtuvo el premio al mejor artículo académico sobre marketing en el Encuentro Nacional de Escuelas y Facultades de Administración. 

## Biografía
Nataly Guíñez nació el año 1985 en Bulnes, ciudad donde realizó sus estudios primarios. Posteriormente cursó sus estudios secundarios en el Colegio Seminario Padre Alberto Hurtado de Chillán. 
Es ingeniera comercial de la Universidad del Bío-Bío y magíster en Administración de Empresas por la Universidad de Concepción. Es doctora en Administración de empresas por la Universidad Adolfo Ibáñez.

## Carrera Profesional

### Academia
Se desempeña como docente de la Facultad de Ciencias Empresariales de la Universidad del Bío-Bío. Ha dirigido cerca de 40 tesis de pregrado y postgrado. Es directora del magíster en Gestión de Empresas de la misma casa de estudios.Además, es profesora de claustro del magíster en Gestión de Empresas y el Doctorado en Economía y Gestión de la Información.
Es investigadora del Instituto Interuniversitario de Investigación Educativa y de la Red de Investigadores Iberoamericanos sobre Gobernanza Universitaria e Instituciones Educativas. Su rol como investigadora se ha centrado en marketing, publicidad, comunicaciones y gestión universitaria. 

## Distinciones
En 2018, la académica obtuvo el premio al mejor artículo académico en la línea de marketing en el Encuentro Nacional de Escuelas y Facultades de Administración de Chile (ENEFA), mediante el estudio denominado El impacto de los inluencers en un mundo globalizado para las Pymes.

## Publicaciones Científicas
Esta es una lista de los trabajos científicos más citados de la investigadora; para revisar el listado completo revisa el perfil de la investigadora en Google Scholar.
- Guiñez Cabrera, Nataly; Mansilla, Katherine; Jeldes, Fabiola (2020). «La transparencia publicitaria en los influencers de las redes sociales». RETOS. Revista de Ciencias de la Administración y Economía 10 (20). ISSN 1390-8618. doi:10.17163/ret.n20.2020.01.
- Guiñez Cabrera, Nataly; Mansilla, Katherine (2022). «Generar y compartir contenidos sobre libros a través de TikTok». Comunicar: Revista Científica de Comunicación y Educación (71). ISSN 1134-3478.
- Guíñez Cabrera, Nataly; Cornejo, Edinson; Umaña, Benito; Muñoz, Daniela; Mardones, Caterin (2018). «Endeudamiento y educación financiera del adulto joven en Chile». RAN-Revista Academia & Negocios.
- Guíñez Cabrera, Nataly; Aqueveque, Claudio (2022). «Entrepreneurial influencers and influential entrepreneurs: two sides of the same coin». International Journal of Entrepreneurial Behavior & Research 28 (1): 231-254. ISSN 1355-2554.